# Veltpoldermolen
De Veltpoldermolen is een voormalige molen aan de Dobbewatering te Voorschoten (sinds 1966 gemeente Leiden). 
De molen bemaalde de Veltpolder totdat deze polder werd samengevoegd met de Noord-Hoflandsche polder in 1693.
In 1694 werd de molen van de Veltpolder verkocht aan het bestuur van de Warmonderdamse polder.